# Ishiba Shigeru
Ishiba Shigeru (石破 茂 (Thạch-Phá Mậu)  sinh ngày 4 tháng 2 năm 1957) là một chính trị gia người Nhật Bản. Ông là thành viên của Đảng Dân chủ Tự do và hiện đang là Thủ tướng Nhật Bản thứ 102 từ ngày 1 tháng 10 năm 2024.
Ishiba sinh ra trong một gia đình chính trị, với cha mình, Ishiba Jirō, giữ chức Thống đốc Tottori từ năm 1958 đến năm 1974 trước khi trở thành Bộ trưởng Nội vụ vấn đề. Sau khi tốt nghiệp Đại học Keio, Ishiba làm việc tại một ngân hàng trước khi tham gia chính trường sau cái chết của cha mình. Ishiba được bầu vào Hạ viện trong cuộc tổng tuyển cử năm 1986 với tư cách là thành viên của LDP ở tuổi 29.
Với tư cách là thành viên Quốc hội Nhật Bản, Ishiba chuyên về chính sách nông nghiệp và chính sách quốc phòng. Ông từng là thứ trưởng quốc hội về nông nghiệp dưới sự lãnh đạo của Miyazawa Kiichi nhưng rời LDP vào năm 1993 để gia nhập Đảng Đổi mới Nhật Bản. Sau khi chuyển đổi qua một số đảng và trở lại LDP vào năm 1997, Ishiba nắm giữ nhiều vị trí nổi bật khác nhau, bao gồm Tổng Giám đốc Cơ quan Quốc phòng dưới sự lãnh đạo của Koizumi Junichirō, Bộ trưởng Bộ Quốc phòng dưới sự lãnh đạo của Fukuda Yasuo và Bộ trưởng Bộ Nông nghiệp, Lâm nghiệp và Thủy sản dưới sự lãnh đạo của Asō Tarō.
Ishiba từng là Tổng giám đốc Cơ quan Phòng vệ Nhật Bản dưới thời Thủ tướng Koizumi Junichiro từ năm 2002 đến năm 2004. Ông là Bộ trưởng Bộ Quốc phòng dưới thời Fukuda Yasuo từ năm 2007 đến năm 2008 và Bộ trưởng Bộ Nông nghiệp, Lâm nghiệp và Thủy sản dưới thời Asō Tarō từ năm 2008 đến năm 2009. Đảng Dân chủ Tự do mất chính phủ năm 2009, bước vào phe Đối lập. Ông được bổ nhiệm làm Tổng thư ký của Đảng Dân chủ Tự do vào ngày 27 tháng 9 năm 2012. Từ ngày 3 tháng 9 năm 2014 đến ngày 3 tháng 8 năm 2016, ông phục vụ trong nội các với tư cách Bộ trưởng Nội các Đặc trách phục hồi kinh tế khu vực và các chính sách nhằm đảo ngược sự suy giảm dân số.
Ishiba trở thành nhân vật chủ chốt trong LDP, ông đã nhiều lần ra tranh cử cho chức chủ tịch Đảng Dân chủ Tự do. Lần đầu tiên vào năm 2008 ông đã đứng thứ năm, và đáng chú ý là chống lại Abe Shinzō vào năm 2012 và năm 2018 nhưng bị Abe Shinzō đánh bại. Bất chấp những lời chỉ trích từ các phe phái trong LDP, ông đã thành lập phe phái của riêng mình, Suigetsukai, vào năm 2015, nhằm mục đích lãnh đạo. Sau lần từ chức thứ hai của Abe, Ishiba đã tranh cử 2020 nhưng xếp thứ ba sau Suga Yoshihide và Kishida Fumio . Ishiba từ chối tranh cử và ủng hộ Kono Taro trong cuộc bầu cử 2021 mà Kishida Fumio giành chiến thắng. Sau khi Kishida tuyên bố sẽ từ chức vào năm 2024, Ishiba đã tranh cử lần thứ năm và cũng là lần cuối cùng trong 2024 nơi ông đã đánh bại Takaichi Sanae ở vòng hai, trở thành lãnh đạo đảng mới, đồng thời được Quốc hội chính thức bầu làm Thủ tướng vào ngày 1 tháng 10 năm 2024.
Vào ngày 1 tháng 10 năm 2024, Quốc hội Nhật Bản đã họp phiên bất thường và bầu Chủ tịch đảng Dân chủ Tự do (LDP) Ishiba Shigeru làm Thủ tướng thứ 102 của nước này. Theo kết quả cuộc bỏ phiếu diễn ra tại phiên họp toàn thể Hạ viện, ông nhận được 291 trong tổng số 461 phiếu hợp lệ tại Hạ viện. Như vậy, ông Ishiba chính thức trở thành Thủ tướng Nhật Bản thứ 102,  thay ông Kishida, người giữ cương vị này từ tháng 10 năm 2021.
Ishiba đã nổi tiếng là một chính trị gia lập dị do ông sẵn sàng chỉ trích đảng của mình, cũng như lập trường tương đối tự do của ông về các vấn đề xã hội; ông đã ủng hộ một động thái bất tín nhiệm đối với Nội các Miyazawa vào năm 1993 và chỉ trích Abe trong suốt nhiệm kỳ thủ tướng thứ hai của ông, mặc dù đã phục vụ trong chính phủ của cả hai thủ tướng.

## Thời thơ ấu
Ishiba sinh ngày 4 tháng 2 năm 1957, tại Quận Chiyoda, Tokyo, trong khi nơi đăng ký thường trú của ông là quê hương của cha ông ở Quận Yazu của Tỉnh Tottori. Cha ông Ishiba Jirō là một viên chức chính phủ khi đó đang giữ chức vụ Thứ trưởng Bộ Xây dựng. Mẹ ông là một giáo viên và là cháu gái của một mục sư Cơ đốc giáo Michitomo Kanamori. 
Ishiba Jirō được bầu làm Thống đốc tỉnh Tottori vào năm 1958, vì vậy gia đình ông chuyển đến Tottori; Ishiba không có ký ức gì về việc sống ở Tokyo. Ishiba Jirō sẽ giữ chức thống đốc cho đến năm 1974, và sau đó được bầu vào Tham nghị viện và giữ chức Bộ trưởng Nội vụ trong Nội các Suzuki Zenkō. 
Ishiba Shigeru lớn lên và đi học ở Tỉnh Tottori. Sau khi tốt nghiệp Trường trung học cơ sở thuộc Đại học Tottori, ông chuyển đến để học Trường Trung học Phổ thông Keio, sau đó học luật tại Đại học Keio ở Tokyo. Năm 1975, ở tuổi 18, Ishiba đã được rửa tội theo đạo Tin lành tại Nhà thờ Tottori của Giáo hội Cơ đốc Nhật Bản. Sau khi tốt nghiệp năm 1979, ông bắt đầu làm việc tại Ngân hàng Mitsui.  Cha ông mất năm 1981. Cựu thủ tướng Tanaka Kakuei, một người bạn của cha ông, đã giữ chức Trưởng bản tang lễ. Tanaka khuyến khích Ishiba trở thành chính trị gia để tiếp nối di sản của cha mình. 

## Sự nghiệp chính trị (1986–2024)

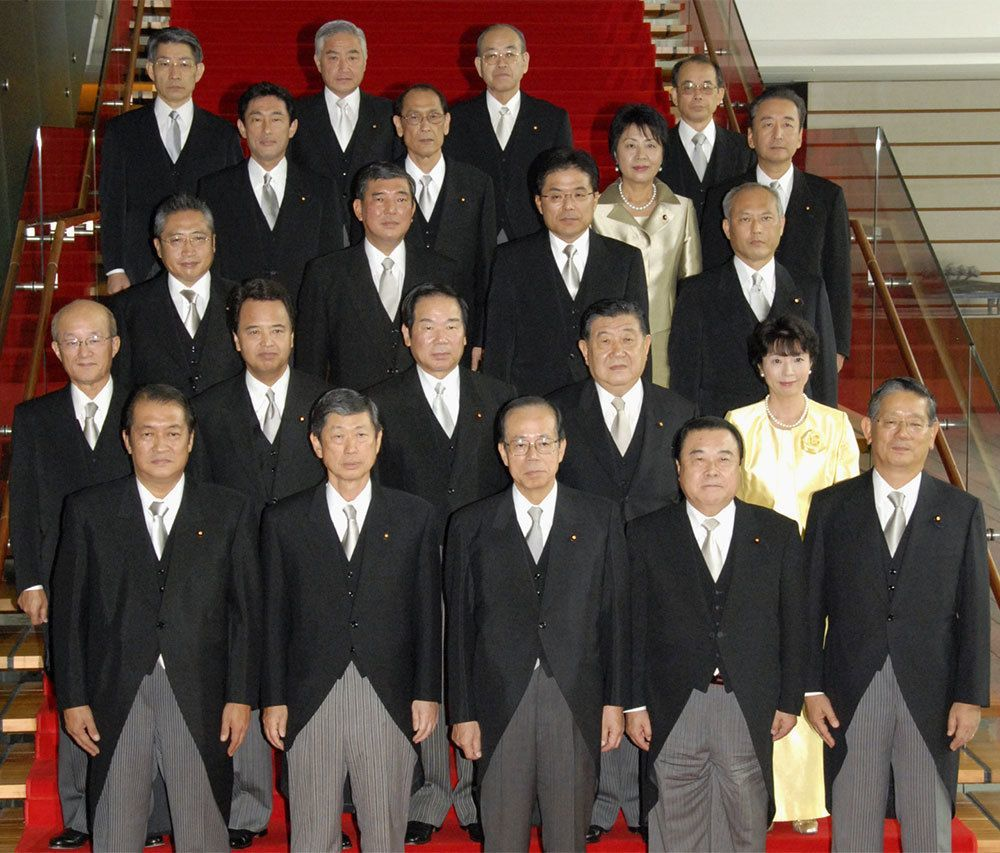
Ishiba, hàng thứ ba, thứ hai từ trái sang, cùng các thành viên khác của Nội các Thủ tướng Fukuda Yasuo, ngày 26 tháng 9 năm 2007

Ishiba rời ngân hàng vào năm 1983 và bắt đầu làm việc trong ban thư ký của Câu lạc bộ Thursday, phe của Tanaka Kakuei trong Đảng Dân chủ Tự do. Trong Cuộc bầu cử tháng 7 năm 1986 Ishiba đã tranh cử với tư cách là ứng cử viên LDP ở quận Tottori nói chung và được bầu vào Hạ viện. Ở tuổi 29, ông là thành viên trẻ nhất của Hạ viện lúc bấy giờ.
Là một thành viên trẻ của Quốc hội, Ishiba chuyên về chính sách nông nghiệp, nhưng Chiến tranh vùng Vịnh năm 1990 và chuyến thăm Bắc Triều Tiên năm 1992 đã thúc đẩy sự quan tâm của ông đến chính sách quốc phòng. Ông từng là thứ trưởng quốc hội về nông nghiệp thuộc Nội các Miyazawa, trước khi rời khỏi LDP vào năm 1993 để gia nhập Đảng Đổi mới Nhật Bản. Khi Đảng Đổi mới Nhật Bản sáp nhập với một số đảng khác, Ishiba trở thành thành viên của Đảng Biên giới Mới, nhưng ông vỡ mộng trước những cuộc đấu tranh liên tục giữa Ozawa và những người không thuộc Đảng Đổi mới Nhật Bản. Ozawa chia rẽ phe phái trong đảng và rời đi vào năm 1996. Ông tái gia nhập LDP vào năm sau.
Ishiba được tái bổ nhiệm làm thứ trưởng quốc hội về Nông nghiệp thuộc Nội các Mori vào tháng 7 năm 2000 nhưng được chuyển sang vị trí phó tổng giám đốc của Cơ quan Quốc phòng vào tháng 12 . Ông được thay thế khi Nội các Koizumi được bổ nhiệm.
Khi Koizumi cải tổ nội các vào tháng 9 năm 2002, Ishiba trở thành Tổng giám đốc Cơ quan Quốc phòng, lần đầu tiên vào nội các. Ishiba từng là tổng giám đốc trong cuộc xâm lược Iraq năm 2003 của liên minh do Mỹ lãnh đạo. Ông bảo vệ tính hợp pháp của cuộc xâm lược và mở đường cho việc triển khai Lực lượng Phòng vệ Nhật Bản ra nước ngoài đầu tiên mà không có sự ủy quyền của Liên hợp quốc, gửi quân đến Iraq vào tháng 1 năm 2004 để hỗ trợ các nỗ lực tái thiết.Ông rời nội các vào tháng 9 năm 2004.
Ishiba được bổ nhiệm làm Bộ trưởng Quốc phòng trong nội các của Thủ tướng Fukuda Yasuo vào ngày 26 tháng 9 năm 2007, giữ chức vụ đó cho đến ngày 1 tháng 8 năm 2008. Ishiba là người thứ hai trong nội các của Fukuda bày tỏ niềm tin vào sự tồn tại của UFO sau Machimura Nobutaka. Khi được hỏi về câu trả lời về sự xuất hiện giả định của UFO, Ishiba nói rằng sẽ rất "khó" để xác định liệu một sự cố như vậy có dẫn đến vi phạm không phận hay không, đồng thời nói rằng về mặt kỹ thuật, UFO không phải là máy bay của nước ngoài. Trong cùng một cuộc phỏng vấn, Ishiba nói đùa rằng ông sẽ huy động Lực lượng Phòng vệ Nhật Bản để đáp lại sự xuất hiện của Godzilla.
Sau khi Fukuda từ chức, Ishiba trở thành ứng cử viên cho chức chủ tịch LDP. Trong cuộc bầu cử lãnh đạo Đảng, được tổ chức vào ngày 22 tháng 9 năm 2008, Asō Tarō đã thắng với 351 trong số 527 phiếu bầu; Ishiba xếp thứ năm và cuối cùng với 25 phiếu bầu.Trong Nội các Asō, được bổ nhiệm vào ngày 24 tháng 9 năm 2008, Ishiba được bổ nhiệm làm Bộ trưởng Bộ Nông nghiệp, Lâm nghiệp và Thủy sản. Ông kêu gọi Asō từ chức sau thất bại của LDP trong Bầu cử Hội đồng Thành phố Tokyo 2009.

## Thủ tướng (2024–nay)

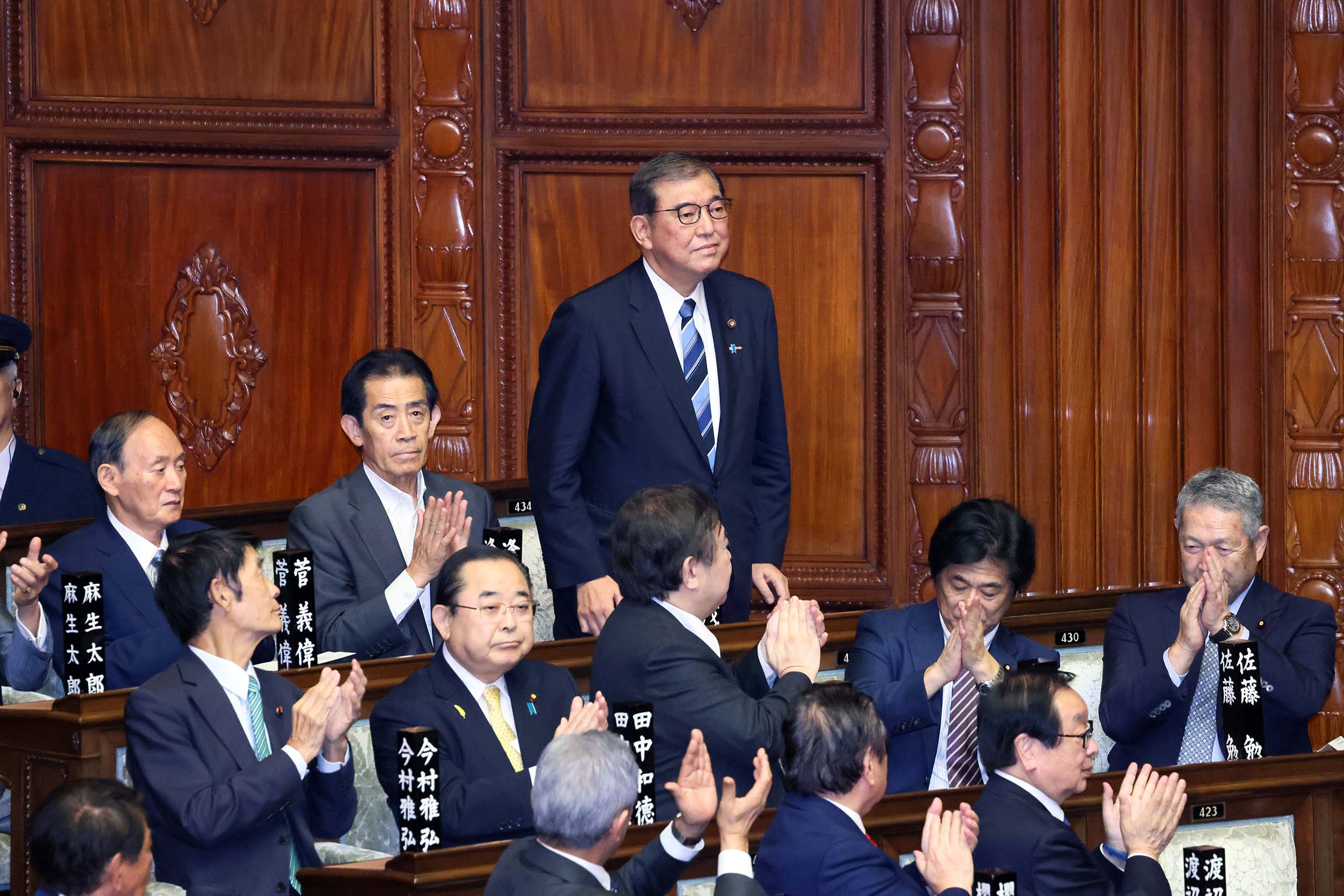
Ishiba được bầu bởi Quốc hội Nhật Bản, ngày 1 tháng 10 năm 2024

Lãnh đạo và thủ tướng LDP khi đó Kishida Fumio tuyên bố vào ngày 14 tháng 8 năm 2024, rằng ông sẽ không tái tranh cử với tư cách lãnh đạo LDP trong  cuộc bầu cử lãnh đạo vào tháng 9 , từ chức thủ tướng một cách hiệu quả, sau tỷ lệ tán thành thấp kỷ lục từ vụ bê bối vụ bê bối quỹ đen đang diễn ra và những tranh cãi trước đó về mối liên kết của LDP với Nhà thờ Thống nhất. Ishiba, cùng với Takaichi Sanae và Koizumi Shinjirō nổi lên như những người dẫn đầu kế vị ông. Trong cuộc bầu cử lãnh đạo vào ngày 27 tháng 9 năm 2024, Ishiba đã suýt đánh bại Takaichi trong vòng hai, giành được tổng cộng 215 phiếu bầu (52,57%) từ 189 thành viên quốc hội và 26 tỉnh, khiến ông trở thành lãnh đạo LDP mới và thủ tướng được chỉ định; cuộc bầu cử được giới truyền thông nước ngoài mệnh danh là "Ishibamania". Chiến thắng của Ishiba được các nhà bình luận mô tả là bất ngờ và đáng thất vọng, do lịch sử thất bại trong các nỗ lực lãnh đạo lâu dài của ông và việc ông tương đối không được lòng nhiều thành viên LDP trong Quốc hội. Sau cuộc bầu cử của ông, thị trường chứng khoán Nhật Bản đã trải qua sự sụt giảm đột ngột trước các chính sách kinh tế của Ishiba, được đặt tên là "Cú sốc Ishiba".

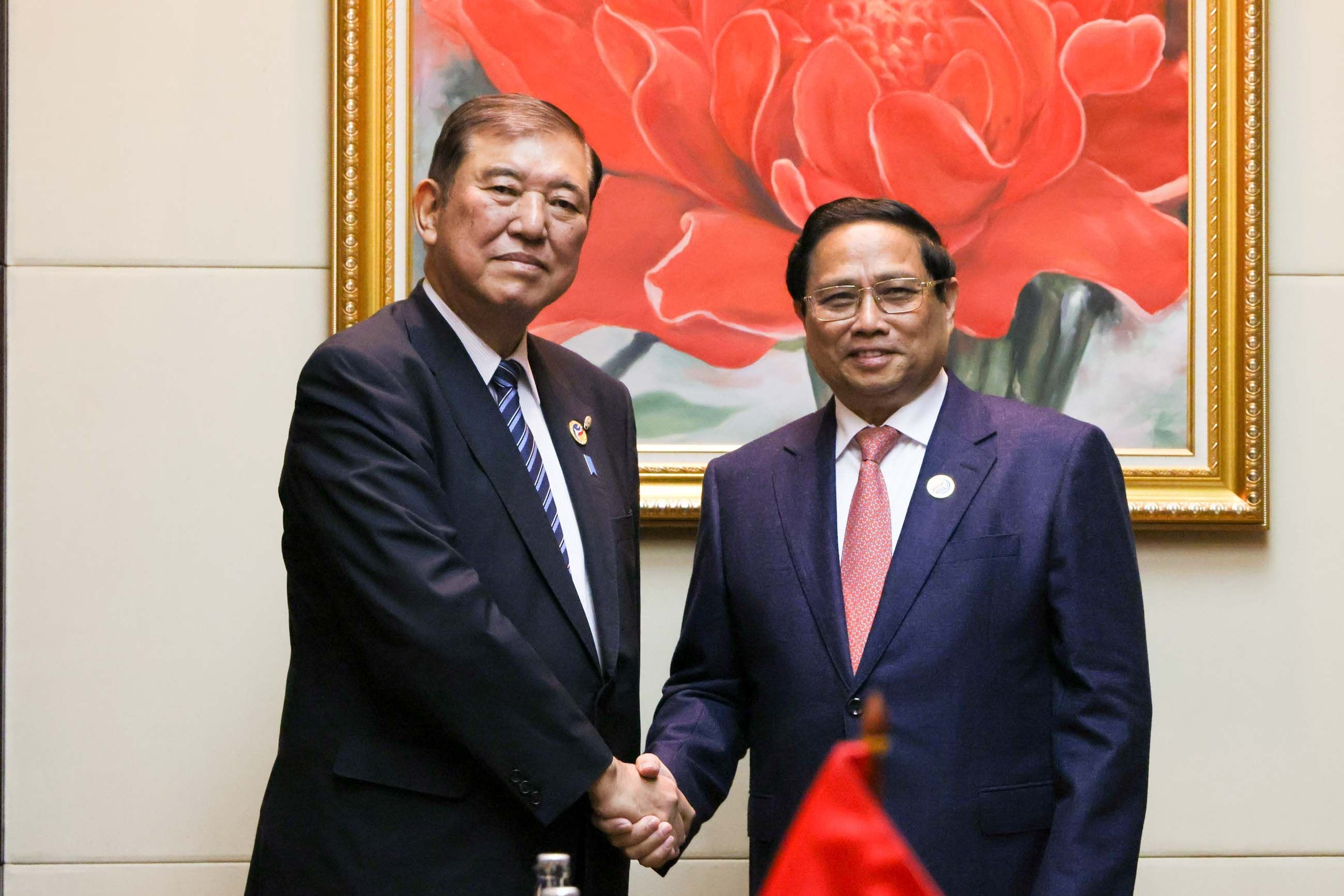
Thủ tướng Ishiba và Thủ tướng Việt Nam Phạm Minh Chính tại Hội nghị cấp cao ASEAN lần thứ 44 tại Viên Chăng, tháng 10 năm 2024

Ba ngày sau cuộc bầu cử tổng thống LDP, các quan chức mới của đảng dưới quyền Ishiba đã được nhậm chức. Ishiba bổ nhiệm cựu Thủ tướng Yoshihide SUGA làm phó chủ tịch đảng, trong khi Phó chủ tịch sắp mãn nhiệm Tarō Asō được bổ nhiệm làm cố vấn trưởng, và Hiroshi Moriyama trở thành tổng thư ký. Suzuki Shun'ichi được bổ nhiệm làm chủ tịch Đại hội đồng sau khi Takaichi từ chối chức vụ này. Onodera Itsunori được bổ nhiệm làm chủ tịch Hội đồng nghiên cứu chính sách và Shinjiro Koizumi chủ tịch Ủy ban chiến lược bầu cử. Việc bổ nhiệm được coi là nhấn mạnh sự ổn định trong đảng.
Vào ngày 30 tháng 9, Ishiba công bố kế hoạch giải tán Chúng Nghị viện vào ngày 9 tháng 10 và kêu gọi tổ chức tổng tuyển cử sớm được tổ chức vào ngày 27 tháng 10 năm 2024. Quyết định này, được công bố trước khi ông được Quốc hội bầu làm Thủ tướng, đã thu hút sự chỉ trích từ các đảng đối lập vì nó không cho phép có thời gian tranh luận tại cuộc họp ủy ban ngân sách trước khi Hạ viện giải tán. Bất chấp sự phản đối này, Hạ viện đã bỏ phiếu ủng hộ việc kết thúc phiên họp Quốc hội bất thường vào ngày 9 tháng 10.
Ishiba được Quốc hội Nhật Bản bầu và được Thiên hoàng Naruhito bổ nhiệm làm Thủ tướng tại Hoàng cung Tokyo vào ngày 1 tháng 10 năm 2024, trở thành vị Thủ tướng thứ 25 đến từ Đảng Dân chủ Tự do.